# Xanthia umbrata
Xanthia umbrata là một loài bướm đêm trong họ Noctuidae.